# 多扎
多扎是意大利艾米利亚-罗马涅大区博洛尼亚省的一个镇。位於義大利北方。